# Austrammo harveyi
Austrammo harveyi is een spinnensoort uit de familie Ammoxenidae. De soort komt voor in West- en Zuid-Australië.